# 洛赫姆
洛赫姆（荷蘭語：Lochem）是荷蘭的一個市镇和城市，位於荷蘭東部。洛赫姆在1233年獲得城市地位。2005年1月，洛赫姆合併了另一個市镇霍瑟尔（Gorssel）。

## 外部連結
- 维基共享资源上的相關多媒體資源：洛赫姆
- Official website （页面存档备份，存于）